# Luso-indiano
Luso-indianos ou luso-indianos, é um subgrupo do maior povo crioulo étnico multirracial dos luso-asiáticos . Os luso-indianos são pessoas que misturam ascendência variada do subcontinente indiano e português europeu ou pessoas de ascendência portuguesa nascidas ou vivendo ou originárias de ex-colônias indianas portuguesas, as mais importantes das quais foram Goa e Damão da região de Konkan na atual República da Índia (antigo Estado Português da Índia ou Índia Britânica ), e seus descendentes/diáspora pelo mundo, a Anglosfera, Lusosfera, Índias Orientais Portuguesas etc.
Os luso-asiáticos do subcontinente indiano são principalmente de Velha Goa, Damão, distrito de Diu, ilhas de Santa Maria de Mangalore, Bombaim (Mumbai), Korlai ( Chaul ), Vasai (Bassein), Silvassa, Cabo Comorin, Forte Cochin. Atualmente, existem 76,897 cidadãos portugueses vivendo na Índia.
Existem também vários brâmanes cristãos-novos e xatrias cristãos com sobrenomes portugueses, mas não necessariamente possuem ascendência europeia, sendo assim denominados no processo de sua conversão religiosa ao cristianismo ocidental por missionários portugueses no século XVI. Isso foi feito para evitar a discriminação entre os convertidos nativos.  No entanto, eles são, em muitos casos, indistinguíveis da população luso-indiana em geral.

## Notáveis luso-indianos e luso-goenses
- Suella Braverman – Secretária do Interior do Reino Unido
- Vincent Conçessao, Arcebispo de Delhi
- António Costa, Primeiro Ministro de Portugal
- Henry Louis Vivian Derozio – Professor e poeta indiano (n. 1809)
- Juliana Dias da Costa – favorita no Harém do imperador Mughal da Índia Bahadur Shah I (n. 1658)
- Blasius D'Souza
- Francisco D'Souza
- Cardeal Ivan Dias – Arcebispo de Bombaim
- Angelo Innocent Fernandes - Arcebispo de Delhi
- Tony Fernandes – empresário
- Anthony Firingee – Poeta folclórico da língua bengali (n. 1786)
- Gonçalo Garcia - Santo católico romano (n. 1556)
- John Gomes - vice-presidente sênior de pesquisa, Google[5]
- Cardeal Oswald Gracias - Arcebispo de Bombaim
- Cardeal Valerian Gracias - Arcebispo de Bombaim
- João Ricardo Lobo
- Michael Lobo
- Ivan Menezes – CEO da Diageo
- Manuel Menezes – Presidente do Indian Railway Board
- Victor Menezes
- Casimiro Monteiro – agente da PIDE que executou os assassinatos de alto nível dos políticos portugueses, Humberto Delgado e Eduardo Mondlane (n. 1920)
- Cardeal Simon Pimenta – Arcebispo de Bombaim
- VJP Saldanha
- Maurício Salvador Sreshta
- Fitz Remédios Santana de Souza
- Keith Vaz - Membro do Parlamento Britânico
- Valerie Vaz - Membro do Parlamento britânico e Shadow Leader da Câmara dos Comuns
- Ileana D'Cruz – atriz portuguesa naturalizada indiana
- Miguel Vicente de Abreu – historiador
- Teotónio Rosário de Souza – historiador
- José Camillo Lisboa – médico e botânico